# Corinne Cléry
Corinne Cléry (* 23. März 1950 als Corinne Piccoli in Paris) ist eine französische Schauspielerin, die vor allem in den 1970er Jahren Bekanntheit erlangte. Sie spielte in über 60 Kino- und Fernsehproduktionen mit, unter anderem in den Kinofilmen Die Geschichte der O, Bluff, Wenn du krepierst, lebe ich! oder in der James-Bond-Verfilmung Moonraker – Streng geheim.

## Leben und Karriere
Cléry, 1950 in Paris geboren, begann ihre schauspielerische Karriere im Alter von siebzehn Jahren als „Corinne Piccoli“. Sie modelte in Paris und Rom und unternahm 1973 einen erfolgreichen Anlauf beim Film unter dem Namen „Corinna Picolo“ in der Komödie Il sergente Rompiglioni.
Zwei Jahre später verkörperte sie die Titelrolle der „O“ in dem sadomasochistischen Film Die Geschichte der O von Regisseur Just Jaeckin nach dem Roman von Dominique Aury. Der Film war im europäischen Kino, vor allem im Mutterland Frankreich, sehr erfolgreich. Durch diese Rolle gelang Corinne Cléry der internationale Durchbruch als Filmschauspielerin.
Neben Adriano Celentano und Anthony Quinn spielte sie daraufhin 1976 in der italienischen Gangsterkomödie Bluff von Sergio Corbucci die weibliche Hauptrolle. In Pasquale Festa Campaniles Gangsterdrama Wenn du krepierst, lebe ich! war sie 1977 die Partnerin von Franco Nero.
In Lewis Gilberts James-Bond-Verfilmung Moonraker – Streng geheim mit Roger Moore nach einem Roman von Ian Fleming bekam sie 1979 neben Lois Chiles den Part der „Corinne Dufour“.
Im Jahr darauf spielte sie in Giorgio Capitanis Komödie Ich hasse Blondinen an der Seite von Enrico Montesano, Jean Rochefort und Ivan Desny. 1987 besetzte sie der italienische Regisseur Carlo Vanzina in der Literaturverfilmung Die Partie seines Lebens neben Faye Dunaway, Jennifer Beals und Matthew Modine.
Ab den frühen 1980er Jahren nahm Corinne Cléry neben dem Kino auch Hauptrollen in internationalen Fernsehverfilmungen wie in Alfredo Angelis Drama Benedetta e company neben Catherine Spaak oder in Fernsehminiserien wie in Eine Frau (1988) von Regisseur Luigi Perelli wahr. In den 1990er Jahren war sie auch im italienischen Fernsehen in Gastrollen zu sehen, etwa in der Serie Junge Liebe.
1999 engagierte sie der österreichische Regisseur Xaver Schwarzenberger für seine Familienkomödie Stella di mare – Hilfe, wir erben ein Schiff!.
Nach dem Millennium sah man sie in verschiedenen italienischen Kriminalfilmen und Komödien von Regisseuren wie Damiano Damiani, Franco Salvia, Stefano Calvagna oder Rossella Izzo.
Ab Mitte der 1970er Jahre bildeten sie zahlreiche Zeitschriften, vor allem in erotischen Posen, als Covergirl ab.

## Filmografie (Auswahl)
- 1968: Les poneyttes
- 1973: Il sergente Rompiglioni
- 1975: Die Geschichte der O (Histoire d’O)
- 1976: Bluff (Bluff storia di truffe e di imbroglioni)
- 1976: Sturmtruppen
- 1976: Magnum 45 (…e tanta paura)
- 1977: Kleinhoff Hotel
- 1977: Wenn du krepierst, lebe ich! (Autostop rosso sangue)
- 1978: Covert Action – Rauschgift tötet leise (Sono stato un agente C.I.A.)
- 1979: Moonraker – Streng geheim (Moonraker)
- 1979: Kampf um die 5. Galaxis (L’umanoide)
- 1980: Höllentrip ins Jenseits (Eroina)
- 1980: Ich hasse Blondinen (Odio le bionde)
- 1981: Der letzte Harem (L’ultimo harem)
- 1983: Einer gegen das Imperium (Il mondo di Yor)
- 1986: Dämon in Seide (Il miele del diavolo)
- 1987: Via Montenapoleone
- 1988: Die Partie seines Lebens (La partita)
- 1988: Eine Frau (Una vittoria) (Fernsehminiserie)
- 1991: Die Geier warten schon (L’avvoltoio può attendere)
- 1996: La Signora della città
- 1999: Stella di mare – Hilfe, wir erben ein Schiff! (Fernsehfilm)
- 2000: Alex l’ariete
- 2002: Il diario di Matilde Manzoni
- 2002: Don Matteo
- 2007: Il peso dell’aria
- 2008: Ti stramo – Ho voglia di un'ultima notte da manuale prima di tre baci sopra il cielo
- 2010: Il ritmo della vita (Fernsehfilm)
- 2016: Attesa e cambiamenti
- 2018: Beyond the Mist
- 2019: W Gli Sposi
- 2020: Free – Liberi
- 2021: Ritorno al crimine
- 2021: Io e Angela